# Distretto di El Hadjira
Il distretto di El Hadjira è un distretto della Provincia di Ouargla, in Algeria.

## Comuni
Il distretto di El Hadjira comprende 2 comuni:
- El Hadjira
- El Allia